# Loch Crinan
Le loch Crinan est un loch de mer à l'ouest de l'Écosse, menant au détroit de Sound of Jura et est l'extrémité occidentale canal de Crinan. Le village de Crinan est à l'entrée du canal à l'extrémité orientale du lac. Le château de Duntrune se situe sur la rive nord. La rivière Add se jette dans le loch au niveau du hameau de Bellanoch.
Il contient les îlots de An-unalin, Black Rock, Eilean dà Mhèinn, Eilean Glas, et de nan Eilean Coinean.